# Siren (album, Roxy Music)
Siren je páté studiové album anglické rockové skupiny Roxy Music. Vydáno bylo v říjnu roku 1975 společnostmi Island Records a Atco Records a jeho producentem byl Chris Thomas. Jde o poslední album kapely až do roku 1979, kdy vyšla deska Manifesto (do té doby kapela vydávala nová alba každý rok). Album bylo nahráno v londýnském studiu AIR Studios. Časopis Rolling Stone jej zařadil na 371. příčku žebříčku 500 nejlepších alb všech dob.

## Seznam skladeb
| Pořadí | Název                  | Autor                    | Délka |
| ------ | ---------------------- | ------------------------ | ----- |
| 1.     | Love Is the Drug       | Bryan Ferry, Andy Mackay | 4:11  |
| 2.     | End of the Line        | Ferry                    | 5:14  |
| 3.     | Sentimental Fool       | Ferry, Mackay            | 6:14  |
| 4.     | Whirlwind              | Ferry, Phil Manzanera    | 3:38  |
| 5.     | She Sells              | Ferry, Eddie Jobson      | 3:39  |
| 6.     | Could It Happen to Me? | Ferry                    | 3:36  |
| 7.     | Both Ends Burning      | Ferry                    | 5:16  |
| 8.     | Nightingale            | Ferry, Manzanera         | 4:11  |
| 9.     | Just Another High      | Ferry                    | 6:31  |

## Obsazení
- Bryan Ferry – zpěv, klávesy, harmonika
- John Gustafson – baskytara
- Eddie Jobson – housle, syntezátor, klávesy
- Andy Mackay – hoboj, saxofon
- Phil Manzanera – kytara
- Paul Thompson – bicí